# Maria Teresa Andreu
Maria Teresa Andreu Grau (Barcelona, 21 de enero de 1952) es una exfutbolista, considerada como una de las pioneras del fútbol catalán.

## Trayectoria
Jugó en el equipo femenino de fútbol creado por el FC Barcelona, participando en varios campeonatos oficiosos, partidos amistosos, cuadrangulares y otras competiciones no oficiales.
En 1982, tras su retirada deportiva, continuó vinculada a la entidad azulgrana, ejerciendo como entrenadora y vocal de la junta directiva entre 2000 y 2003. Por otra parte, fue presidenta de la comisión de fútbol femenino de la Federación Catalana de Fútbol entre 1980 y 2005, potenciando la creación de una liga catalana federada en la temporada 1981-82 y el debut oficial de la primera Selección catalana femenina en mayo de 1985.
También formó parte del Comité Olímpico Catalán Femenino y de la Comisión Mujer y Deporte de la Unión de Federaciones Deportivas de Cataluña (UFEC), y contribuyó a crear la Fundación Catalana de Fútbol, que tiene como primera finalidad la de promover actividades de inclusión social mediante el fútbol.
A nivel estatal, fue presidenta del comité de fútbol femenino de la Real Federación Española de Fútbol (RFEF) entre 1980 y 1998, donde consolidó las competiciones nacionales de fútbol femenino.